# Landaulette

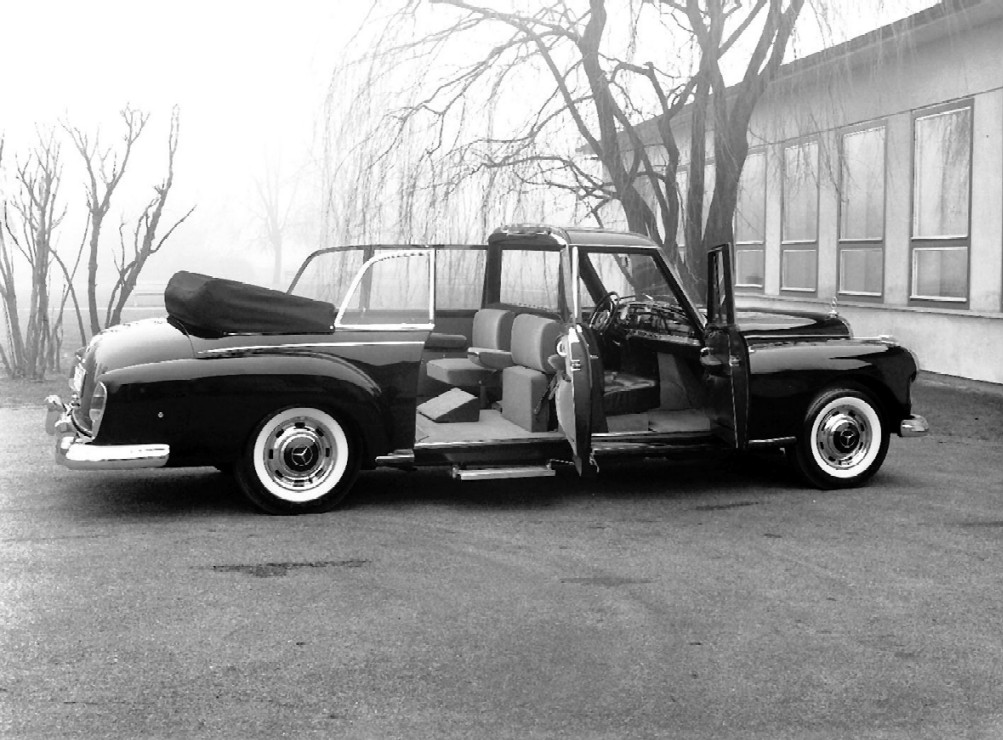
En Mercedes-Benz W189 som landaulette.

Landaulette, även landaulett eller landaulet är en karosstyp för vagnar och bilar.
Karosstypen är en fem- till sjusitsig bil med förarsätet helt öppet och taket över bakre delen nedfällbart som på en droska. Om den bakre delen istället har fast tak kallas modellen brougham.
Den återfinns framförallt som statsmannabil. Bland de mer kända bilarna som funnits som landauletter är Mercedes-Benz S-klass och Citroën SM. Maybach Landaulet är ett exempel på en modern landaulette.
Namnet kommer från den tyska staden Landau in der Pfalz där denna vagnstyp uppfanns.